# Doppelzeptergau
Der Doppelzeptergau (altägyptisch Wabui) war der 19. oberägyptische Gau. Er erstreckte sich südlich von Beni Suef bis nicht weit südlich von Oxyrhynchos auf der Westseite des Nils und hatte eine Länge von etwa 45,7 Kilometer.
Eine erste Erwähnung als Gau findet sich im Alten Reich bei Sahure. In der Gauliste des Sesostris-Kiosk werden als Hauptorte die nicht lokalisierbaren Städte Wenesi und Iaq genannt. Er wird im Neuen Reich nicht mehr als eigenständiger Gau geführt. In der Saïtenzeit erscheint er wieder mit der Hauptstadt Oxyrhynchos und wird daher in griechisch-römischer Zeit Oxyrhynchites genannt. 